# Máté G. Péter
Máté G. Péter (Budapest, 1948. május 23. –) evezősedző, újságíró. Gárdonyban lakik.

## Tanulmányok
- 1963-67 Vasútgépészeti Technikum, Bp.
- 1980-84 TF., evezős szakedzői szak
- 1987 TIT Újságíró Iskola.

## Pályafutása
Vasútgépész technikusként 1967-70 MÁV Anyagvizsgáló Intézet, anyagvizsgáló, 1970-73 CI-Fa Ipari Szövetkezet, műszaki ellenőr, 1973-77 BEAG Elektroakusztikai Gyár, gyártmányszerkesztő. 1977-82 Budapesti Vasas, evezős edző, 1982-96 Velencei-tavi Vízi Sportiskola, evezős vezető edző, 1996-2006 menedzser, szervezési osztályvezető, mb. igazgatóhelyettes. Kiegészítő tevékenységként: 1986-87 Gárdonyi Általános Iskola, óraadó testnevelő tanár.

## Újságírói pályafutása
1986-tól Fejér Megyei Hírlap, Fehérvári Hét, Új Tükör, külsős újságíró, Duna Televízió és MTV, külsős szerkesztő-riporter, Danubius Rádió, külsős szerkesztő-műsorvezető, 1991. január - 2011. december Gárdonyi Városi Televízió, majd Tó Tévé, főszerkesztő, 2009-től, 2023 végéig, a portál megszűnéséig V-tó (Vétó) online újság, alapító-főszerkesztő, 1991-2011 Híd című üzemi lap, szerkesztő, 2012 februárjától 2014 végéig, a tévé megszűnéséig a Pusztaszabolcs Tévé internetes televízió főszerkesztője. Mintegy tízezer írás helyi, megyei és országos nyomtatott lapokban (pl.: Népszabadság, Vasárnapi Fejér Megyei Hírlap, Esti Hírlap, Fehérvári 7 Nap stb.), és a Vétó e-lapban.

## Sportpályafutása
1963- a Testvériség SE, majd a Bp. Vörös Meteor ifjúsági, később BEAC felnőtt evezős versenyzője. 1977- Budapesti Vasas SC, evezős edző, 1982-1996 Velencei-tavi Vízi Sportiskola (VVSI) evezős vezető edző.

### Edzőként eredményei
Többek között 23 országos bajnoki cím, IBV bronzérem, VB 5. hely, nevelőedzőként olimpiákon, világbajnokságokon részt vett tanítványok.

## Egyéb tevékenysége
A Gárdonyi Country Fesztivál kitalálója, 12 évig szervezője, menedzser-igazgatója, 1997-től, 2015-ig a Velencei Nyári Zenés Esték és Velence város nagy rendezvényeinek vezetője.

## Könyvei
- Lopott éjszakák (novellák, 1998)
- A szakállas angyal (novellák, 2001)
- Láthatatlan lények (jegyzetek, 2008)
- Vészcsengő (jegyzetek, 2011)
- Józsefváros hercegnője (novellák, elbeszélések, 2013)
- Hibázók és bűnözők (jegyzetek, 2013)
- Lopott éjszakák, hangoskönyv (novellák, 2015)
- A szakállas angyal, hangoskönyv (novellák, 2015)
- Csak fuss (novellák, 2015)
- Véres galamb (jegyzetek, 2015)
- Eldobott asszony, hangoskönyv (novellák, 2016)[2]
- Csak fuss! Hangoskönyv (novellák, 2016)[3]
- Hódító zsebszörnyek (jegyzetek, 2017)
- Nász apróban (jegyzetek, 2018)
- Láthatatlan lények, hangoskönyv (jegyzetek, 2019)
- Földönkívüliek vacsorája, hangoskönyv (jegyzetek, 2019)
- Józsefváros hercegnője, Olyan mint az egyszeregy, Apatitok, hangoskönyv (elbeszélések, 2019)
- Baj van Rozikám?, hangoskönyv (elbeszélések, 2019)
- Ártó hatalmak (jegyzetek, 2020)
- Reggeli nap (elbeszélések, 2020)
- Rosszakaró marslakók (publicisztikák, 2020)
- Éjfél előtt egy perccel (publicisztikák, 2021)
- Bűnös majmok és más furcsaságok (publicisztikák, 2022)
- Vice versa (novellák, 2023)
- Idegállapot (publicisztikák, 2024)
- Zsugorhold (esszék, publicisztikák, 2025)

Művei elérhetőek a Magyar Elektronikus Könyvtárban.

## Kitüntetései
- Gárdony város Művelődésért díj